# Nåleskov på Uralbjergene
Økozonen nåleskov på Uralbjergene dækker bjergskråninger på den nord-sydgående bjergkæde, Ural-bjergene, der danner Europas østlige grænse mod Asien. Dermed er den en del af det palæarktiske biom nåleskov.

## Biodiversitet
Bjergkæden er så høj at der opstår nåleskov forneden og tundra foroven. Den nordlige del af kæden er levested for en stor variation af plante- og dyrearter. Her opstår nemlig randzoneeffekt mellem de europæiske arter og de asiatiske.

## Dominerende plantearter

### Træer
- Larix sukaczewii
- Sibirisk Gran (Picea obovata)
- Sibirisk Ædelgran (Abies sibirica)
- Skovfyr (Pinus sylvestris)
- Vestsibirisk Lærk (Larix sibirica)

### Buske
- Dværg-Birk (Betula nana)
- Almindelig Hindbær (Rubus idaeus)
- Almindelig Blåbær (Vaccinium myrtillus)
- Tyttebær (Vaccinium vitis-idaeus)

### Urter
- Stakløs Hejre (Bromus inermis )
- Knoldet Mjødurt (Filipendula vulgaris)
- Eng-Rapgræs (Poa perennis)

## Dominerende dyrearter
- Hare (Lepus europaeus)
- Ilder (Mustela putorius)
- Mink (Mustela lutreola)
- Ren (Rangifer tarandus)
- Zobel (Martes zibellina)